# 湖南冶金职业技术学院
27°51′08″N 113°09′57″E / 27.8523°N 113.165896°E
湖南冶金职业技术学院原位于湖南省株洲市荷塘区，2006年，同株洲工学院、株洲师范高等专科学校一起合并成立了湖南工业大学，为株洲市的本科大学。

## 历史
2002年，“株洲冶金工业学校”和“湖南冶金职工大学”两个学校合并，成立了“湖南冶金职业技术学院”。
2006年，湖南冶金职业技术学院同“株洲工学院”、“株洲师范高等专科学校”一起合并成立“湖南工业大学”，为其分校。

## 学校院系
湖南冶金职业技术学院有7个系2个部2个中心30个专业。
- 系：材料与冶金工程系、电气工程系、机械工程系、信息工程系、经济与管理系、社会科学系、建筑工程系。
- 部：基础课部、成人教育部
- 专业：金属材料与热处理技术、冶金技术、制冷与空调技术、冶金工程与自动化、电气自动化技术、应用电子技术、机电一体化技术、计算机控制技术、机械设计与制造、数控技术、模具设计与制造、计算机应用技术、计算机网络技术、会计、市场营销、电子商务、文秘、旅游管理、建筑工程技术、装饰艺术设计、物业管理、工程造价、商务英语。